# غويلرمو هارو
غويلرمو هارو (بالإسبانية: Guillermo Haro Barraza)‏ هو عالم فلك مكسيكي، ولد في 21 مارس 1913 في مدينة مكسيكو في المكسيك، وتوفي بنفس المكان في 26 أبريل 1988.

## وصلات خارجية
- غويلرمو هارو على موقع IMDb (الإنجليزية)
- غويلرمو هارو على موقع إن إن دي بي (الإنجليزية)